# Willum Worm (digter)
 Der er flere personer med dette navn, se Willum Worm.
Willum Worm (født 29. august 1698 i København, død 11. april 1737) var en dansk embedsmand og digter, søn af professor Ole Worm (1667-1708).
Worm blev student 1715 og efter en udenlandsrejse assessor i Hofretten 1723. Et par år ejede han den fra Bartholinernes historie bekendte Hagestedgård ved Holbæk, men sad alligevel efter fætteren Luxdorphs vidnesbyrd i trange kår, hvad der også fremgår af hans versificerede ansøgning om embede i Helsingør 1733. Hans helbred var svageligt, og han døde i en ung alder og ugift.
Worms til dels i Luxdorphs verssamling trykte digte tyder dog på et livligt sind og en vis receptivitet, om end ikke på fremtrædende digterisk ejendommelighed. Foruden alexandrinske brude- og ligvers i gammel stil, der til dels er skrevne i andres navn, og hvis største fortrin er deres forholdsvise korthed, har han efterladt erotiske, undertiden noget slibrige, hyrdedigte, prægede af tysk billedpragt og bombast, blandt andet en oversættelse af den samtidige sachsiske hofdigter Bessers Schoosz der Geliebten, som blev udgiven af Sandvig 1771 under titlen Celadon og Chloris.
Men han skrev også lettere poesier i galant-spøgende fransk ånd, om ikke just i fransk form, og tilhører i det hele en overgangstid, hvor den 1. og 2. schlesiske skoles stilretning brydes med den begyndende franske. Han er heller ikke uden kendskab til fremmede sprog og litteraturer; han digter både på dansk, tysk og latin og oversætter oder af Sappho, tyske og franske digte, således en bekendt religiøs sonet af Desbarreaux og brudstykker af Corneilles ungdomsarbejde, komedien Mélite.
Worm besad imidlertid også en satirisk åre. I et fra tysk oversat eller bearbejdet bryllupsdigt behandler han ikke blot temaet om onde hustruer, men kommer ind på så brændende emner som pietisten og indfødtes tilsidesættelse i statstjenesten. Et mindre heldigt udslag fik denne tilbøjelighed i hans, først af Chr. Bruun i Frederik Rostgaard og hans Samtid II trykte, meget nærgående og personlige paskvil mod den 1730 afskedigede oversekretær Christian Møinichen, som havde spillet en hovedrolle i inkvisitionskommissionerne fra Frederik 4.'s sidste år.